# Roquefort (sýr)
Roquefort (rokfór) je polotvrdý plísňový sýr vyráběný z ovčího mléka s výraznou ostrou chutí. Na řezu je mramorovaný, prorostlý modrozelenou plísní. Je pojmenován podle francouzské obce Roquefort-sur-Soulzon.

## Historie
První zmínky o sýru pocházejí z roku 79 n. l., kdy ho zmiňoval Plinius Starší ve svém díle Naturalis historia. Sýr si oblíbil také Karel VI. Francouzský. Sýr obdržel jméno podle městečka Roquefort, ležícím na náhorní plošině Causse du Larzac v departmentu Aveyron. Náhorní plošina Larzac poskytovala svou chudou vegetací pastvu zejména ovcím pyrenejského plemene Larzac a kozám. Právě ovčí mléko, k němuž bylo přidáváno při výrobě světoznámého sýra Roquefortu také mléko kozí, se stalo základem pro výrobu sýra v okolí 30 až 35 km městečka Roquefortu. Vznikla zde celá řada malých mlékáren, v kterých se odevzdané mléko sýřilo, zpracovávalo a zformované a odkapané odváželo ke zrání do skalních sklepů v Roquefortu ke zrání. Postupně byly ke skalním sklepům přistavovány podzemní sklepy, které se vyznačují stálou teplotu mezi 8–10 °C a 95% vlhkostí.
Skalní trosky jsou prostoupeny četnými puklinami, do nichž vniká vzduch. Mezi Combalou a zřícenými troskami skal jest malé jezírko. To ochlazuje silně vzduch a v puklinách následkem toho nastává výměna studeného vzduchu, který klesá za teplejší, který opět stoupá do blízkosti jezírka. Tak vzniká stálý průvan, kterého obyvatelé Roquefortu použili při zřizování přirozených sklepů ve skalách.
Venkov, 04.10.1923, s. 9
Sýráren, vlastnících sklepy, se nacházela v Roquefortu celá řada. Největší a nejstarší sýrárna „Société anonyme des Caves et des Producteurs reunis” byla založená roku 1842. V roce 1923 vlastnila více než 500 mlékáren v departementech Aveyron, Herault, Lozère a Gard, hlavně však v okolí městečka Roquefortu, z kterých pak dopravovala čerstvé sýry do svých sklepů. V samotném Roquefortu měla tehdy tři závody se sklepy. Každá z mlékáren měla své číslo, které vyryla již při výrobě do čerstvého sýra.
V roce 1910 se sýrařští průmyslníci dohodli na snížení cen mléka (5 fr. za 1 hl). La Société des Caves et des Producteurs reunis se v roce 1911 sloučila s dvěma velkými společnostmi „Société Rigai” a „Société Trémolet-Tendignes”, čímž ovládla 71% z celkové produkce sýra v kraji. Tato fúze znamenala pro místní rolníky, kteří prodávali mléko svých ovcí povětšinou jejich mlékárnám, nebezpečí monopolu. Rolníci proto založili v roce 1912 družstvo „Société agricole de Roquefort”, které jim mělo poskytovat obranu proti diktátu velkých podniků. Nejprve se jednalo o družstvo s 20 družstevními mlékárnami, ve 20. letech 20. století počet mlékáren vzrostl na 96.
Pro svou znamenitou chuť a aroma se stal Roquefort vyhledávanou lahůdkou po celém světě. Výrobou sýra na způsob Roquefortu se začali zabývat výrobci nejen v dalších krajích Francie, ale i v jiných státech. Některé imitace Roquefortu pocházely z kravského mléka, popřípadě došlo vlivem místních poměrů i úpravě výroby. Tím vznikl pravému Roquefortu nebezpečný konkurent, který se mu sice nemohl jakostí vyrovnat, ale za to měl proti němu výhodu nižší ceny.
Na obranu svých zájmů výrobci pravého Roquefortu (zejména velká společnost „Société des Caves et Producteurs reunis”) zakázali napodobeniny Roquefortu pod tímto názvem ve Francii nadále prodávat. Imitace se pak prodávaly např. pod názvy: Bleu (modrý); Persillé (zeleně prokvetlý) nebo Septmoncel, Bleu ďAuvergne, atd. Dne 14. dubna 1891 byla sjednána Madridská dohoda o potlačování falešných nebo klamavých údajů o původu zboží (revidovaná ve Washingtonu dne 2. června 1911, v Haagu dne 6. listopadu 1925, v Londýně dne 2. června 1934), v jejímž důsledku byl název sýra »roquefort« mezinárodně chráněn a výrobci pravého Roquefortu nadále střežili, zda za hranicemi Francie není výroba Roquefortu provozována.
Boj sýrů Roquefort a Gruyère ve francouzském senátu. Ne vždy jsou parlamenty povolány jednat jen a jen o světoborných politických otázkách. I otázky zdánlivě velmi málo důležité jsou někdy předmětem sněmovního jednání. A i při nich se osvědčuje, že všem se nelze zachovati. Tak nedávno projednával francouzský senát návrh jedné své skupiny, aby byl zákonně chráněn název sýra Roquefort. Není totiž druhého sýra, který by byl tak mnoho napodobován a tím znehodnocován. Roquefort je sýr, vyráběný v departementu Aveyron z ovčího mléka, ale skoro všude ve francouzských horách vyrábějí podobné sýry, jež mají nazývat Modrými sýry, ale obyčejně nazývají Roquefortem, z mléka kravského. Obhájcem výrobců pravého Roquefortu byl v senátě jeho člen Monsservin. Ale proti jeho návrhu postavil se ostře obhájce sýru Gruyère (francouzský druh sýra, podobný vzhledem i chutí švýcarskému ementhalskému, gruyerskému sýru). Poněvadž není chráněn Gruyère, nechť nepožívá zvláštní ochrany ani Roquefort, bylo hlavní jeho thesí. Nakonec byl návrh znovu přikázán senátní poradní komisi.
Venkov, 26.06.1925
V roce 1908 se c.k. obchodní komora v Plzni usnesla, že se nepřipouští, aby se označení sýra Roquefort užívalo způsobem, který by u konzumentů vzbuzoval nesprávnou domněnku, že jde o sýr vyrobený v Roquefortu, jehož svérázná jakost je podmíněna nepřenesitelnými místními podmínkami. Svým rozhodnutím komora podpořila rozvoj mezinárodní ochrany pro označování původu zboží. Obdobně se vyjádřila v roce 1910 také pražská obchodní komora c. k. ministerstva veřejných prací. V roce 1911 národohospodářský časopis „Český Lloyd” uvedl:
Roquefort.
Původ: Jižní Francie (departement Aveyron kolem osady Roquefort na úpatí basaltového skaliska Larzac).
Vzhled a forma: Bochánky kulovaté ve váze asi 2 kg, v průměru 18 cm a ve výši asi 8 1/2-9 cm. Sýr ten, je veskrz plísní protažený, to jest žilkovaný, těsto jest drobité. Zhotovený je z ovčího mléka, potažmo ze směsí ovčího a kozího mléka. Pravděpodobnější asi bude směs ovčího a kravského mléka. Chuť při prvém ochutnání ostrá, skoro jako po mýdle, s aroma po ovčině.
Obchodní balení: Na očištěnou pokožku se jednoduše dává tovární značka, zhotovená z jemného papíru, která sе tak těsně se sýrem spojí, že tutéž více neporušenou odejmouti nelze. Pro export se mimo to balí do staniolu opatřeného tovární značkou. Bedny jsou přesně zhotoveny na 6 nebo 12 kusů. Sýr stojí v bednách, na hraně mezi každým kusem jest tenká dřevina (špon) a mimo to za každým třetím kusem oddělení přehrádkové.
Český Lloyd, 11.04.1911, s. 252
Československo přistoupilo k madridské konvenci (Pařížské smlouvě) v roce 1921 a některé sýrárny musely napodobeniny roquefort-sýrů opatřit novým jménem a obalem. Ve stejném roce uvalilo Národní shromáždění ČSR na dovoz jemných cizozemských sýrů a tedy i na Roquefort přepychovou daň (dále též na Ementál, Parmezán, Eidam, Goudu, Chester, Gorgonzolu, Gervais, Camembert, Strachino di Milano - Taleggio, Brie, Imperial, Neufchâtel, Romadur).

## Výroba a využití
Rokfór se musí na základě zákona (červenec 1952) vyrábět zásadně z ovčího mléka a mléko se nepasterizuje. Zraje ve velmi vlhkém prostředí jeskyň v pohoří Combalou. Ovzduší v jeskyní přenáší výtrusy plísně Penicillium roqueforti. Její podhoubí vyvolává kvašení a získává se pomocí chleba. A po šesti týdnech začne sýr plesnivět. Sýry se propíchají jehlami, aby se spóry plísně dostaly i dovnitř sýra. Po vyzrání se balí do hliníkové fólie a dál zraje. Roquefort se konzumuje jako stolní sýr, využívá se do zálivek a jako základ dortů zvaných tartelettes au roquefort.
Roquefort má bohaté využití ve studené i teplé kuchyni. Samostatně se často konzumuje společně s ovocem, zejména hroznovým vínem, zeleninou, například řapíkatým celerem, nebo též s marmeládou, medem či ořechy. Před konzumací je vhodné nechat sýr přibližně hodinu odpočívat při pokojové teplotě. V teplé kuchyni se z roquefortu připravuje omáčka, která se podává s těstovinami nebo bramborami, používá se též do slaných koláčů.

## Napodobeniny

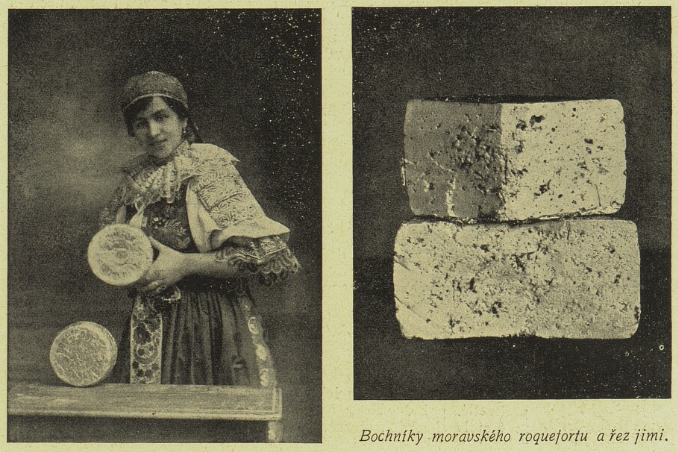
Moravský roquefort

První imitace francouzského Roquefortu se začala v Rakousku-Uhersku vyrábět na dolnouherském panství Viglaš. Siegmund Burkart (* 4. května 1848 Kremnica - † 30. července 1904, Himberg u Vídně), c. k. dvorní dodavatel a člen dozorčí rady c. k. sýrařské školy ve vorarlberském Dorenu (k.u.k. Käsereischule Doren) nechal na tamním panském dvoře „Pstruši“ (někdy kolem roku 1883) zřídit nejprve Roquefort-sýrárnu s jeskynním sklepem, k čemuž dovezl také z francouzské krasové náhorní plošiny Causse du Larzac ovčí plemeno (Larzac-Schafe). Víglaššský Roquefort byl tak dokonalý, že pro laika byl od originálu k nerozeznání. Mimo Francii to byla absolutní špička mezi imitacemi. Po smrti S. Burkarta se výrobě sýra ve Víglaši věnovala sýrařská firma „Burkart Siegmund & Kornel” (Burkart Siegmund & Kornel, Käse-Fabrikanten in Véghles).
V roce 1902 byla založena Zemská mlékařská a sýrařská škola v Kroměříži, která postupně rozšířila své zázemí. V roce 1912 sestávala z komplexu budov (vlastní mlékárna, tvarůžkárna, výzkumná mlékařská stanice, strojní dílny, internát pro chovance a úřadovna s obytnou budovou). Právě v roce 1911 byla při škole zřízena vlastní výzkumná mlékařská stanice, která školní ústav zásobovala vlastními čistými kulturami k zákvasu smetany a čistými plísněmi pro výrobu sýrů Camembert a Roquefort. Zavedena byla také výroba mléčných zdravotních nápojů (jogurtu a kefíru), čajové máslo, syrovátkové máslo a 20 různých odrůd sýrů, zejména Trapistský sýr (Fromage Trappe, bochníkový sýr o váze 1 kg podle francouzského způsob, 45 až 50 % tuku) a Roquefort. Výrobou plísně Penicillium Roqueforti se zabýval také laktologický ústav c. k. České vysoké školy technické v Praze v Havlíčkových sadech. V roce 1910 stál v Praze jeden kilogram Roquefortu 4 К 40 hal.
Během první světové války se zákazy francouzské „Société des Caves et Producteurs reunis” nedodržovaly. Vedle toho se vyráběla z kravského mléka napodobenina francouzského originálu a také náhrada za gorgonzolu, která se za války s Itálií přestala do českých zemí dovážet. Výroba z Kroměříže se šířila do družstevních mlékáren na Hané, kde zvláště vynikly mlékárny v Čehovicích a v Prostějově. Roku 1916 se vyrobilo na Moravě téměř 700 metrických centů roquefortu (bochníky o hmotnosti přibližně 2 kg), který se vozil hlavně do Vídně a do Prahy. Moravský roquefort se nelišil svým vzhledem od francouzského vzoru. Na řezu byly patrné četné skulinky, které byly pokryty povlakem modré plísně. Po válce nastal návrat k normální poměrům a k uplatňování zásad madridské konvence.
V době, kdy Československo přistoupilo na madridskou konvenci (r. 1921), označily některé sýrárny tyto sýry novým jménem a opatřily je obalem, různícím se od balení pravého roquefortu, jelikož jméno i balení je chráněno. Dokonce Zemský spolek mlékařský na Moravě (Mlékařské listy) podnikl v tom směru akci, o jejímž výsledku však není nic známo. Protože výroba sýrů na způsob roquefortu doznává v poslední době opět jistého rozmachu, upozorňuji naše mlékárny na tuto otázku pojmenování výrobku, jistě důležitou, avšak při dobré vůli snadno řešitelnou. Snad by bylo záhadno, aby ústředí družstevních mlékáren tuto otázku řešilo jednotně, zároveň však rychle. Jelikož způsob výroby těchto sýrů u nás se do jisté míry liší od výrobního způsobu pravého roquefortu, je i z toho důvodu jiný název na místě.
Venkov, 21.03.1923 
Dne 15. července 1927 byl přijat zákon o nekalé soutěži č. 111 Sb. z. a n., ke kterému vydala ohledně označování sýra roquefortského obchodní komora své dobrozdání.
Označování sýra roquefortského. Většina interesentů jest toho názoru, že název »Roquefort«, jenž původně označoval pouze sýr vyrobený v Roquefortu, rozšířil se časem i na sýry jiného původu, vyráběné v jiných místech Francie i v jiných zemích, pokud mají charakteristický tvar, chuť a způsob balení, podobné pravému sýru roquefortskému; za doklad toho uvádí se jednak zvyk rozšiřovati si místní pojmenování jiných druhů sýra v pouhé označení druhu, jednak i zvyk konsumentů požadujících pod jménem »Roquefort« pravidelně jen určitý druh sýra, bez ohledu na původ... Prodáváním nepravého sýra jako Roquefort se tedy obecenstvo uvádí v omyl. Připuštěním tohoto označení jako slovní známky by se tedy poškodil solidní obchod, nabízející jen pravý sýr, dražší než napodobeniny a otevřelo by se volné pole nereelní soutěži.
Zákon o nekalé soutěži ze dne 15. července 1927
Po zestátnění velkostatku arcivévody Bedřicha byl název sýra na Státním statku Víglaš upraven na „Víglašský sýr à la Roquefort” a byl prodáván prostřednictvím Správy státních statků ve Víglaši. Slovenský ovčí roquefort překonával chutí výrobek z kravského mléka a Slovensku byla přisuzována možnost stát se druhým Aveyronem (obec Roquefort-sur-Soulzon leží v departmentu Aveyron).
V Česku je úspěšnou napodobeninou tohoto sýru, který musel být pojmenován jinak než rokfór, Niva, který využívá kravské mléko. Tento sýr se začal vyrábět po druhé světové válce v českokrumlovském závodě Jihočeských mlékáren (JČM, dnes je vlastníkem nástupnická firma Madeta), nyní jej produkují i další výrobci.